# Charles N. Herreid
Charles Nelson Herreid, född 20 oktober 1857 i Dane County, Wisconsin, död 6 juli 1928 i Aberdeen, South Dakota, var en amerikansk republikansk politiker. Han var den fjärde guvernören i delstaten South Dakota 1901-1905.
Herreid studerade juridik i Wisconsin och flyttade 1882 till Dakotaterritoriet. Han var domare i McPherson County 1888-1891 och viceguvernör i South Dakota 1893-1897. Herreid tjänstgjorde två tvååriga ämbetsperioder som guvernör och arbetade därefter som advokat i Aberdeen, South Dakota.
Herreids grav finns på Riverside Cemetery i Aberdeen, South Dakota. Han var presbyterian och frimurare.